# Brattnäs sund
Brattnäs sund är ett sund i sydvästra Finland. Det ligger i landskapet Egentliga Finland, 140 km väster om huvudstaden Helsingfors.
Brattnäs sund ligger mellan ön Långholmen och byn Brattnäs på Lemlaxön. I öster böjer det av söderut till Brattnäsviken och i väster ansluter det till Tervsund och Kyrkfjärden.